# Hoàng Nghĩa Khánh
Hoàng Nghĩa Khánh (10/06/1926-21/06/2016) là một sĩ quan cấp cao trong Quân đội nhân dân Việt Nam, hàm Trung tướng, Phó Giáo sư, Tiến sĩ, nguyên Cục trưởng Cục Tác chiến Bộ Tổng Tham mưu (1979-1991)

## Thân thế và sự nghiệp
Ông quê tại Nam Đàn, Nghệ An.
Năm 1974, bổ nhiệm giữ chức Tham mưu trưởng Quân đoàn 4.
Năm 1976, bổ nhiệm giữ chức Tham mưu trưởng Quân khu 7.
Năm 1979, bổ nhiệm giữ chức Cục trưởng Cục Tác chiến Bộ Tổng Tham mưu
Năm 1991, ông nghỉ hưu.
Thiếu tướng (1977), Trung tướng (1982)